# Korubo
Korubo o Korubu es el nombre dado a una tribu de indígenas que viven en el valle del Javari, en la cuenca del Amazonas Occidental, Brasil. Este grupo se autodenomina 'Dslala' y en portugués se los conocen como calceteros (golpeadores). La mayoría de lo que se conoce sobre esta tribu está basado en la investigación del explorador brasileño Sydney Possuelo quien contactó con la tribu por primera vez en octubre de 1996.
Los korubos viven alejados de la sociedad moderna, aunque en ocasiones han tenido contacto violento con las comunidades circundantes. Existe un pequeño grupo dirigido por una mujer llamada "Maya". Está porción de la tribu tiene alrededor de 23 miembros y el grupo más grande se estima que tiene 150 miembros.

## Cultura
La vivienda tradicional es la maloca, consistente en una gran cabaña comunal. Se alimentan de peces, monos araña, aves, cerdos salvajes, frutas, mandioca y maíz. Tienen conocimientos de agricultura, para cuyas cosechas se hace limpieza de monte, y practican la recolección y la caza. Su principal arma de caza y combate es una especie de porra o garrote. También utilizan dardos venenosos. Dedican al trabajo entre 4 a 5 horas al día. 
No tienen prácticas espirituales o religiosas conocidas. Ocasionalmente, practican infanticidio por razones desconocidas. Hombres y mujeres se pintan ellos mismos con un tinte rojo obtenido de una planta denominada achiote. De acuerdo a la etnología, el lenguaje korubo puede pertenecer a los lenguajes Panoan y podría ser el mismo que el lenguaje Matsés. Una de las causas principales de enfermedad y fallecimiento dentro de la tribu es la malaria y la gripe.
A causa de su aislamiento, no se conoce con exactitud el número de korubos que componen esta comunidad, pero basándose en el recuento de casas en reconocimientos aéreos, se estima que la población es de algunos cientos de individuos. Por causa de una disputa, un grupo de unos 20 korubos se separó de la tribu principal dejando el aislamiento e interactuando frecuentemente con asentamientos vecinos y empleados de la Fundação Nacional do Índio (FUNAI).
La revista National Geographic escribió un artículo sobre ellos en su edición de agosto de 2003 titulado Después del Primer Contacto. La revista The Smithsonian escribió un artículo acerca de la misma tribu llamado Fuera del Tiempo en su edición de abril de 2005.

## Participación con FUNAI
El primer contacto pacífico con los kurodo fue en 1973 y durante las siguientes décadas la agencia brasileña FUNAI perdió a siete personas civiles en un intento de establecer una relación amistosa con ellos.
Se sabe muy poco acerca de estas personas debido a la negativa de FUNAI de permitir a los antropólogos estudiar al grupo. Un departamento especial de FUNAI organizó una expedición en 1996 para establecer un primer contacto pacífico con ellos. Los korubos han matado a varias personas que penetraron en sus tierras: el último incidente ocurrió en el año 2000, cuando guerreros kurobus mataron a tres madereros cerca de la reserva Kurobo.
FUNAI ayuda a los korubus proporcionándoles algunas vacunas modernas y mediante su inspección constante. También establecieron un Parque nacional que abarca las tierras de los korubus para impedir la tala en la zona. Su objetivo es prevenir cualquier otro contacto con la tribu por la sociedad moderna con el fin de preservar su forma de vida.

## Escaramuzas con el mundo Occidental
Tan pronto como se dividió del grupo Kuroba más grande, el grupo escindido fue ahuyentado por los colonizadores de Lodario, matando a dos miembros. Guiados por su guerrero Ta'van, el grupo Korubo mató a tres madereros. Ta'van también mató a un amigo cercano a Possuelo y miembro de FUNAI, Raimundo (Sobral) Batista Magalhaes, el 22 de agosto de 1997. Sobral intentaba traer de regreso una lona de alquitrán del grupo.

## Etimología
Ellos son comúnmente referidos como Korubo aunque este no es el nombre que ellos se dan a sí mismos. De hecho, Kurobo es una etiqueta negativa y degradante dada por una antigua tribu enemiga y más tarde adoptada como una designación tribal por el mundo exterior.[cita requerida]
Según Pedro Coelho, la denominación Korubo les fue asignada por los Matis, quienes afirman que Korubo sería un nombre propio de la onomástica matis. Un matis reveló el significado de la palabra: “Koru es "cubierto de arena, ceniza," "sucio de barro". Los Korubo se tapan de barro para espantar los mosquitos, quedan así sucios, cubiertos de Koru”.
Entre las personas locales a menudo son llamados caceteiros el cual fue fuertemente traducido por un periodista Francés como headsmashers que es algo así como aplastacabezas debido a la similitud a la palabra francesa casse-tête. Caceteiro, sin embargo, actualmente significa aporreador o hombre con una porra, refiriéndose simplemente a sus armas, así como las personas vecinas aisladas llamadas flecheiros que son simplemente arqueros, también refiriéndose a las armas que ellos usan.